# 9me Escadrille de Chasse
9me Escadrille de Chasse (Röviden: 9me) egy híres első világháborús repülőszázad volt, amelyet az 1916-ban alakított 1ére nevezetű repülőszázadból szerveztek át, 1918-ban.

## Története
1918 márciusában a belga légierő több repülőszázadát is átszervezte, átnevezte. Ennek köszönhetően az 1ère nevezetű század is nevet változtatott és átszerveződött az új név pedig 9me lett. Hamarosan megkezdődtek a bevetések, és a belgák 9. repülőszázada 1918. március 12-én megszerezte első légi győzelmét. Hamarosan ide kerültek a belga légierő legnagyobb ászpilótái mint például Willy Coppens (37 igazolt légi győzelem) vagy Andre de Meulemeester (11 igazolt légi győzelem). A Hanriot HD.1, és a Sopwith Camel típusú repülőgépek Les Moeres repteréről szálltak fel és indultak bevetésre, 1918 októberétől viszont már a moerkerkei légibázist használták. Az osztag első vesztesége 1918. október 3-án következett be, tehát több mint 7 hónappal a repülőszázad mozgósítása után, amely igen jó arány ha a lelőtt ellenséges egységek számát vesszük figyelembe. Hiszen 9me a háború alatt 41 német légi ballont és 10 repülőgépet lőtt le. A háború végéig a további két ember súlyosan megsérült bevetéseken, egy belga pilóta pedig hadifogságba esett. A század híres parancsnoka Walter Gallez volt.
A század ászpilótái:
- Willy Coppens (37 légi győzelem, mind ennél a századnál)
- Andre de Meulemeester (11 légi győzelem, 4 ennél a századnál)
- Fernand Jacquet (7 légi győzelem, 2 ennél a századnál)
- Jan Olieslagers (6 légi győzelem, 2 ennél a századnál)

Az egység további katonai tevékenységéről nincs adat.

## Lásd még
- Belga Légierő
- Első világháború